# Давыдов, Николай Сергеевич (художник)
Николай Сергеевич Давыдов (род. 5 июня 1951 года, с. Ольшанка Савранский р-н Одесской обл.) — российский художник, академик Российской академии художеств (2018).

## Биография
Родился 5 июня 1951 года, живёт и работает в Твери.
В 1978 году — окончил Дальневосточный государственный институт искусств, руководитель мастерской — профессор В. А. Гончаренко.
В 2012 году — избран членом-корреспондентом, в 2018 году — академиком Российской академии художеств от Отделения живописи.

## Творческая деятельность
Основные проекты и произведения: Байкал. Ольхонские ворота. Х.,м. 62х81 (2004 г.), Кривой наволок. Х.,м. 49х74 (2009 г.), Теплый вечер Х.,м. 59х87 (2010 г.), Русский север Х.,м. 40х84 (2012 г.), Алтай, водопад Елангаш. Х.,м. 80х60 (2013 г.) Алтай, Поселок Курай. Х.,м. 36х72 (2013 г.), Предгорья Курая. Х.,м. 32х76 (2013 г.), Псков. Ледоход на реке Великой. Х.,м. 51х100 (2013 г.), Псков. Храм Иоанна Предтечи. Х.,м. 75х75 (2013 г.), Нилова пустынь. Х.,м. 42х86 (2014 г.), Снег в Кимжах. Х.,м. 62х81 (2014 г.), Весна в Солигаличе. Х.,м. 62х81 (2015 г.) и многие другие.
Произведения находятся в собраниях музеев России.

## Награды
- Заслуженный художник Российской Федерации (2005)
- Нагрудный знак «За заслуги в развитии Тверской области» (2012)
- Медаль «За жертвенное служение храму Христа Спасителя II степени» (2011)